# ペク・ヒナ
ペク・ヒナ（백 희나、Baek Hee-na、白 希那、1971年12月1日- 、ソウル特別市生まれ）は、大韓民国の絵本作家、イラストレーター、アニメーターである。さまざまなイラスト制作の経験をもとに、個性的なキャラクターや魅力的なストーリー展開の絵本を執筆している。代表作の『あめだま』は、2018年にIBBYオナーリストに推薦作品として選ばれ収録され、韓国ではミュージカルが制作された。ペクは、2020年にアストリッド・リンドグレーン記念文学賞（ALMA）を韓国人として初めて受賞した。絵本は、英語、ドイツ語、中国語、日本語、ノルウェー語など、複数の言語で翻訳・出版されている。

## 略歴
ペクは1971年にソウルで生まれた。梨花女子大学校で教育工学を専攻し、カリフォルニア芸術大学でキャラクターアニメーションを学んだ。卒業後、米国でアニメーターとして働いた後、韓国に帰国して絵本『ふわふわくもパン』（2004年）で絵本作家としてデビューした。さまざまなアニメーション制作の経験を生かし、個性的なキャラクターと魅力的なストーリー展開の絵本を執筆している。また、キャラクターや背景などの作品は、展覧会への参加や自分で撮影するなど、工夫やアイテム、細部にこだわって製作している。これにより、絵本の背景とキャラクターの親密さを保ち、物語をより生き生きと伝えることができる。夫、2人の子ども、1匹の犬とソウルに在住。
2005年のボローニャ国際児童図書展では、絵本『ふわふわくもパン』によりフィクション部門の年間最優秀作家に選ばれた。また、フランクフルト・ブックフェアでは、「韓国の絵本100選」に選ばれ、紹介された。『ふわふわくもパン』は約10カ国で翻訳・出版されている。2011年には英語版が出版され、子ども向けのミュージカルやテレビアニメも制作された。2012年と2013年には、絵本『天女銭湯』で、第53回韓国出版文化賞と昌原児童文学賞を受賞した。2018年には『あめだま』がIBBYオナーリストに掲載され、2019年には全国学校図書館協議会と毎日新聞社が共同で主催する第24回日本絵本賞で絵本翻訳賞と読者賞を受賞。2020年には、アストリッド・リンドグレーン記念文学賞（ALMA）を受賞した。

## 作風
ペクは、絵や技術で常に新しいことに挑戦している。3Dイラストレーションの技法を用いて、作品を制作・構成し、展覧会や映画を通じて書籍を制作している。特に、「スカルピー」を使ってキャラクターを制作している。主人公のキャラクターを主要な表情ごとに複数制作する。ストップモーション・アニメーションの手法を用いている。物語のセットを自分で制作し、撮影時のライティングも自分でチェックして、独自の作品世界を構築している。ALMA運営委員会は、彼女の作品を次のようなコメントでまとめている:
ペク・ヒナは、手作りの工芸品とアニメーションの要素を面白く組み合わせることで、妥協のない大胆な技術と芸術的解決策を示し、絵本の分野を発展させるアーティストである。

## 受賞
- 2005年 ボローニャ国際児童図書展 年間最優秀作家 - 『あめだま』
- 2012年 第53回韓国出版文化賞（英語版） - 『天女銭湯』
- 2013年 第3回昌原児童文学賞 - 『天女銭湯』[9]
- 2019年 第24回日本絵本賞 翻訳絵本賞および読者賞 - 『あめだま』
- 2020年 アストリッド・リンドグレーン記念文学賞 (ALMA)

## 作品
- 2004年『ふわふわくもパン』（原題: 구름빵 "くもパン"）、日本語訳版: 星 あキラ、キム ヨンジョン訳、小学館、2006年、ISBN 978-4097278054
- 2007年《북풍을 찾아간 소년》（北風を訪ねた少年）時空ジュニア社 ISBN 9788952750136
- 2007年《분홍줄》（ピンクのひも）時空ジュニア社 ISBN 9788952750204
- 2010年『お月さんのシャーベット』（原題: 달 샤베트 "月 シャーベット"）(Bear Books) ISBN 9791158360832 [10]、日本語訳版: 長谷川義史 訳、ブロンズ新社、2021年、ISBN 978-4-89309-690-6
- 2011年《어제저녁》（きのうのゆうがた）(Bear Books) ISBN 9788993242300
- 2011年《삐약이 엄마》（ピヨちゃんのおかあさん）(Bear Books) ISBN 9791158360849
- 2012年『天女銭湯』（原題: 장수탕 선녀님 "長寿湯の仙女様"） (Bear Books) ISBN 9791158360825、日本語訳版: 長谷川義史 訳、ブロンズ新社、2017年、ISBN 978-4893096364
- 2014年《꿈에서 맛본 똥파리》（夢の中で味わったクソバエ）(Bear Books) ISBN 9788993242300
- 2016年『天女かあさん』（原題: 이상한 엄마 "奇妙なオンマ"）(Bear Books) ISBN 9791158360856、日本語訳版: 長谷川義史 訳、ブロンズ新社、2018年、ISBN 978-4-89309-648-7
- 2017年『あめだま』（原題: 알사탕 "飴玉"）(Bear Books) ISBN 9791158361143、日本語訳版: 長谷川義史 訳、ブロンズ新社、2018年、ISBN 978-4-89309-648-7
- 2018年『おかしなおきゃくさま』（原題: 이상한 손님 "変なお客様"）(Bear Books) ISBN 9791158361242、日本語訳版: 中川 ひろたか 訳、学研プラス、2019年、ISBN 978-4052051043
- 2019年『ぼくは犬や』（原題: 나는 개다 "わたしは犬だ"） (Bear Books) ISBN 9791158361464 [11]、日本語訳版: 長谷川義史 訳、ブロンズ新社、2020年、ISBN 978-4893096739

## 共作
- 2005年《비 오는 날은 정말 좋아!》《雨の日はほんとにいいです!）Eun-gyu Choi (Upright Tree)
- 2006年《팥죽 할멈과 호랑이》（小豆がゆばあさんとトラ）文：パク・ユンギュ、時空ジュニア社、ISBN 9788952745798
- 2006年《사시사철 우리 놀이 우리 문화》（四六時中 私達の遊び 私達の文化）Sun-young Lee (Hansol Soobook) ISBN 9788953535671
- 2006年《빵빵 그림책 버스 1,2》（パンパン 絵本バス 1,2）